# À fleur de peau
À fleur de peau è l'album di debutto della cantante francese Jessica Marquez, pubblicato il 14 ottobre 2003 su etichetta discografica AZ Records, parte della famiglia della Universal Music.

## Tracce
1. Si fragiles – 3:17
2. Ce que les filles ont sur le cœur – 3:48
3. Maria Magdalena – 3:49
4. À fleur de peau – 3:34
5. Je m'en vais – 3:36
6. Pour un istant – 3:43
7. Dis le moi si tu m'aimes – 3:49
8. Je te haime – 4:19
9. S'il faut choisir – 4:05
10. Je t'aime comme ça – 3:53
11. Tout se dire – 3:53
12. La tête à l'envers – 3:13
13. Maria Magdalena (Remix) – 7:57

## Classifiche
| Classifica (2003) | Posizione massima |
| ----------------- | ----------------- |
| Belgio (Vallonia) | 31                |
| Francia           | 36                |